# Liste der Biografien/Chai
Liste der Biografien |
Portal Biografien |
Personensuche
# |
A |
B |
C |
D |
E |
F |
G |
H |
I |
J |
K |
L |
M |
N |
O |
P |
Q |
R |
S |
T |
U |
V |
W |
X |
Y |
Z |
?
 
Ca |
Cb |
Cc |
Ce |
Ch |
Ci |
Cj |
Ck |
Cl |
Cm |
Cn |
Co |
Cr |
Cs |
Ct |
Cu |
Cv |
Cw |
Cy |
Cz
 
Cha |
Chb |
Che |
Chh |
Chi |
Chk |
Chl |
Chm |
Chn |
Cho |
Chr |
Cht |
Chu |
Chv |
Chw |
Chy
 
Chaa |
Chab |
Chac |
Chad |
Chae |
Chaf |
Chag |
Chah |
Chai |
Chaj |
Chak |
Chal |
Cham |
Chan |
Chao |
Chap |
Chaq |
Char |
Chas |
Chat |
Chau |
Chav |
Chaw |
Chay |
Chaz
Die Liste der Biografien führt alle Personen auf, die in der deutschsprachigen Wikipedia einen Artikel haben. Dieses ist eine Teilliste mit 116 Einträgen von Personen, deren Namen mit den Buchstaben „Chai“ beginnt.

## Chai
- Chai († 1656), König von Ayutthaya in Siam
- Chai Chidchob (1928–2020), thailändischer Politiker
- Chai Po Wa (* 1966), hongkong-chinesische Tischtennisspielerin
- Chai Songkhram († 1325), König von Lan Na
- Chai, Biao (* 1990), chinesischer Badmintonspieler
- Chai, Ching-Li (* 1956), taiwanischer Mathematiker
- Chai, Jeremy (* 1990), neuseeländischer Eishockeyspieler
- Chai, Jijie (* 1966), chinesischer Strukturbiologe
- Chai, Jing (* 1976), chinesische Filmemacherin und Journalistin
- Chai, Ling (* 1966), chinesische Studentenanführerin und Dissidentin in der Volksrepublik China
- Chai, Zemin (1916–2010), chinesischer Diplomat

### Chaib
- Chaïbi, Farès (* 2002), algerisch-französischer Fußballspieler
- Chaïbi, Ilyes (* 1996), französischer Fußballspieler
- Chaibi, Leïla (* 1982), französische Politikerin (La France insoumise)
- Chaïbi, Tahar (1946–2014), tunesischer Fußballspieler
- Chaibou, Laouali (* 1960), nigrischer Manager und Politiker
- Chaibou, Yahaya (* 1960), nigrischer Beamter und Politiker
- Chaibulajew, Tagir Kamaludinowitsch (* 1984), russischer Judoka
- Chaibullin, Rischat (* 1995), kasachischer Sportkletterer
- Chaibullina, Diljara (* 2005), kasachische Leichtathletin

### Chaic
- Chaíça, Alberto (* 1973), portugiesischer Marathonläufer

### Chaid
- Chaidu, mongolischer Herrscher des Bordschigin-Clans

### Chaie
- Chaiemipat, altägyptischer Juwelier der 19. Dynastie

### Chaif
- Chaifetz, Jill (1964–2006), US-amerikanische Aktivistin für Kinder

### Chaig
- Chaigneau, Florent (* 1984), französischer Fußballtorwart
- Chaigneau, Jean-Ferdinand (1830–1906), französischer Landschafts- und Tiermaler
- Chaigneau, Robin (* 1988), niederländischer Radrennfahrer
- Chaigneau, Suzanne (1875–1946), französische Geigerin und Musikpädagogin

### Chaik
- Chaiken, Ilene (* 1957), US-amerikanische Drehbuchautorin und Regisseurin
- Chaiken, Shelly, US-amerikanische Sozialpsychologin
- Chaikin, Boris Emmanuilowitsch (1904–1978), sowjetischer Dirigent
- Chaikin, Carly (* 1990), US-amerikanische SchauspielerinCarly Chaikin (* 1990)

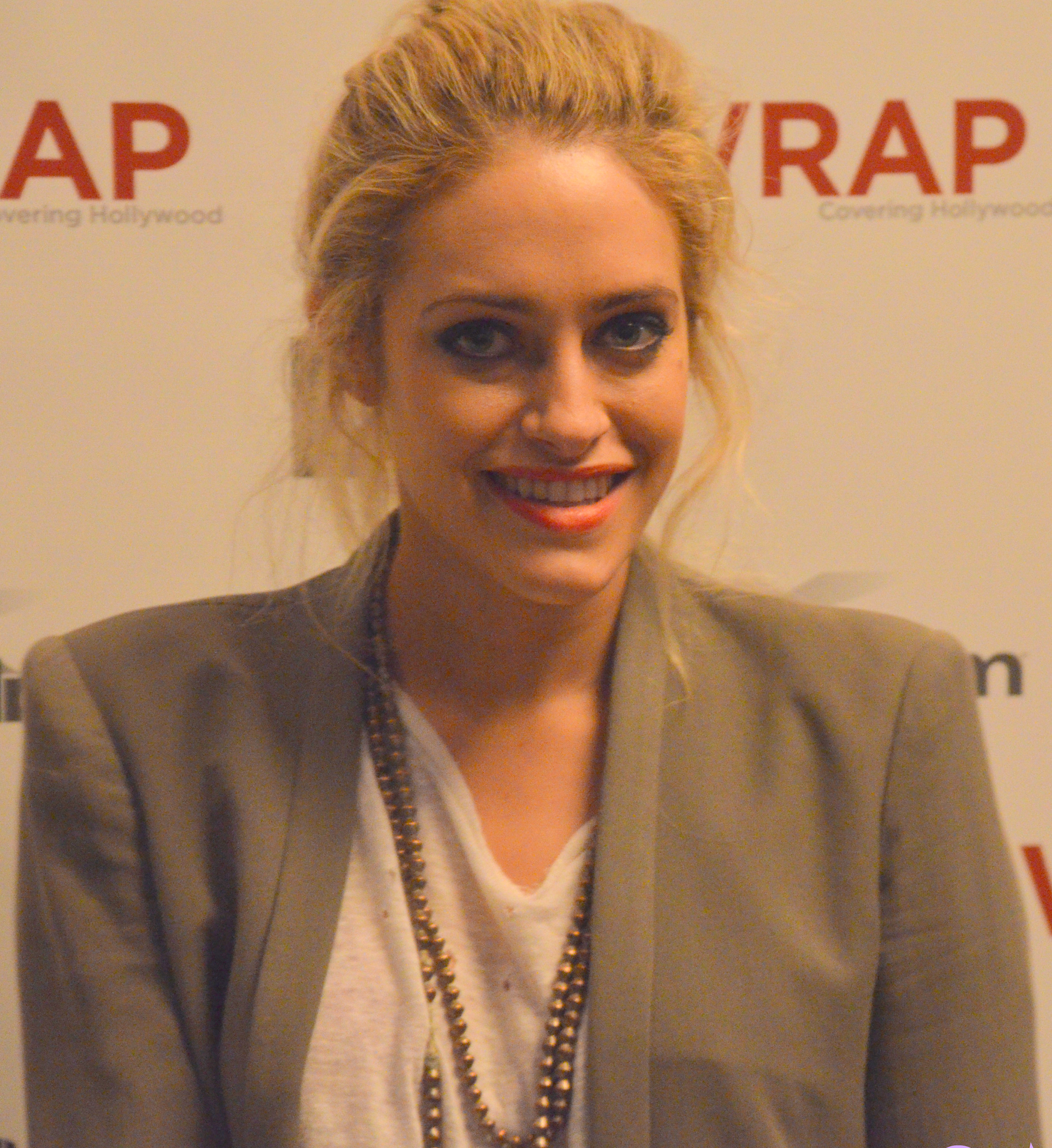
Carly Chaikin (* 1990)

- Chaikin, Nikita Iljitsch (* 1995), russischer Fußballspieler
- Chaikin, Paul (* 1945), US-amerikanischer Physiker
- Chaikin, Semjon Emmanuilowitsch (1901–1968), russischer Physiker und Radioastronom
- Chaikoff, Israel Lyon (1902–1966), kanadisch-US-amerikanischer Mediziner, Biochemiker und Physiologe

### Chail
- CHAiLD (* 1998), luxemburgischer Elektropopsänger
- Chaile, Carlos (* 1975), argentinischer Fußballspieler, -trainer und -funktionär
- Chaillé-Long, Charles (1842–1917), US-amerikanischer Offizier in der Ägyptischen Armee
- Chaillet, Gilles (1946–2011), französischer Comiczeichner
- Chaillet, Henri-David (1751–1823), Schweizer evangelischer Geistlicher
- Chailleux, André (1904–1984), französischer Komponist und Organist
- Chailley, Jacques (1910–1999), französischer Musikwissenschaftler, Musikpädagoge und Komponist
- Chailley, Marcel (1881–1936), französischer Geiger und Musikpädagoge
- Chailley, Marie-Thérèse (1921–2001), französische Bratschistin und Musikpädagogin
- Chailley-Richez, Céliny (1884–1973), französische Pianistin und Musikpädagogin
- Chaillot, Louis (1914–1998), französischer Bahnradsportler
- Chaillou, Maurice, französischer Jazzmusiker (Schlagzeug)
- Chailly, Riccardo (* 1953), italienischer DirigentRiccardo Chailly (* 1953)

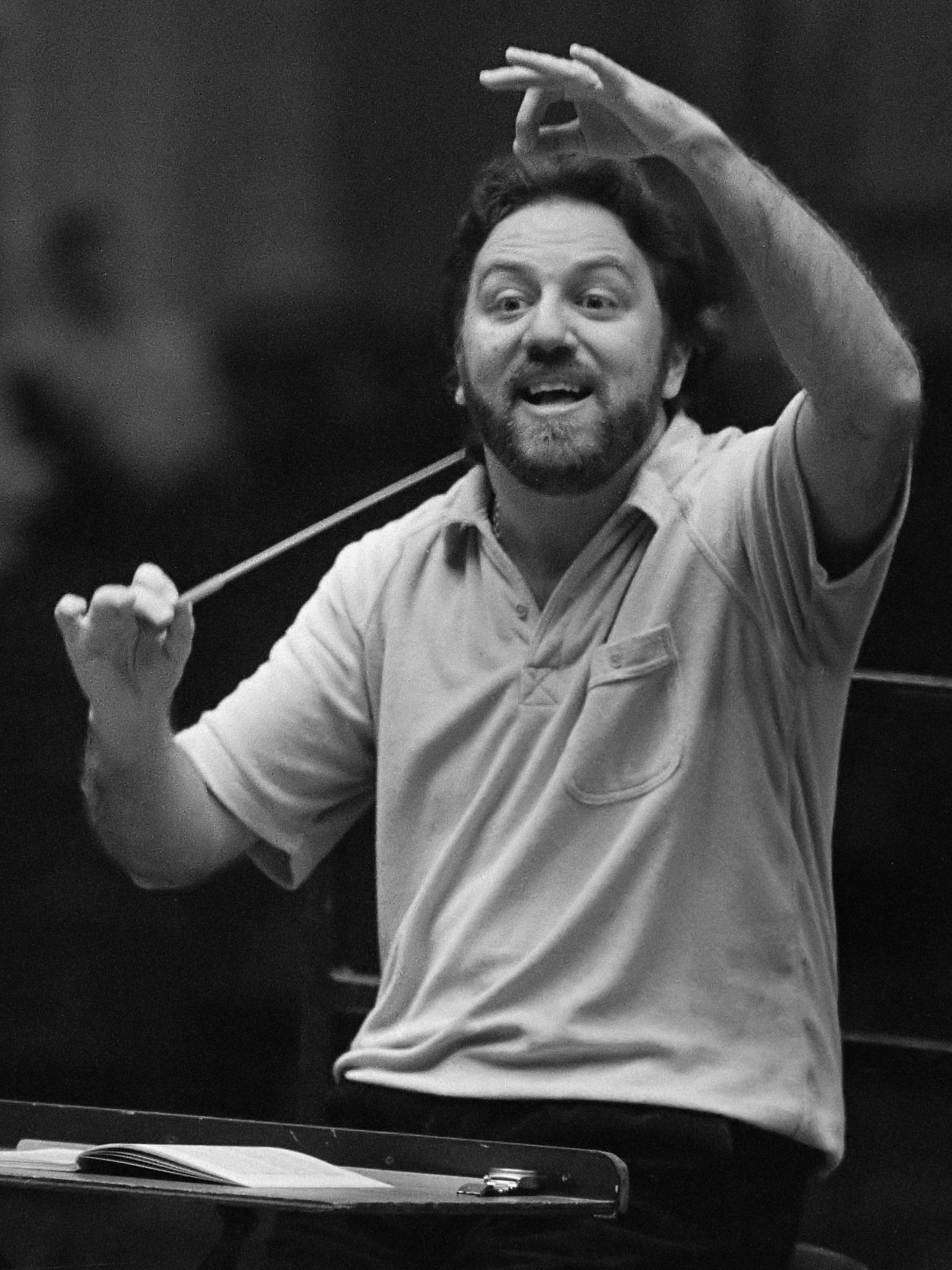
Riccardo Chailly (* 1953)

### Chaim
- Chaim, polnischer Bauernsohn
- Chaim, Yosef (1832–1909), sephardischer Rabbiner und Kabbalist
- Chaima, Alfred (* 1970), malawischer römisch-katholischer Geistlicher und Bischof von Zomba
- Chaimongkol Botnok (* 1993), thailändischer Fußballspieler
- Chaimovich, Vadim (* 1978), litauischer Pianist
- Chaimowicz, Georg (1929–2003), österreichischer Maler und Graphiker
- Chaimowicz, Sascha (* 1984), deutscher Journalist

### Chain
- Chain, Ernst Boris (1906–1979), deutsch-britischer Biochemiker und Bakteriologe
- Chain, John T. Jr. (1934–2021), US-amerikanischer General der United States Air Force und Wirtschaftsmanager
- Chain, Wiktor Jefimowitsch (1914–2009), sowjetischer Geologe
- Chainarong Boonkerd (* 1996), thailändischer Fußballspieler
- Chainarong Tathong (* 1987), thailändischer Fußballspieler
- Chaindrawa, Giorgi (* 1956), georgischer Politiker (Republikanische Partei)
- Chaine, Guillaume (* 1986), französischer Judoka
- Chaîne, Marius (1873–1960), französischer Orientalist und katholischer Priester
- Chainel, Steve (* 1983), französischer Cyclocross- und StraßenradrennfahrerSteve Chainel (* 1983)

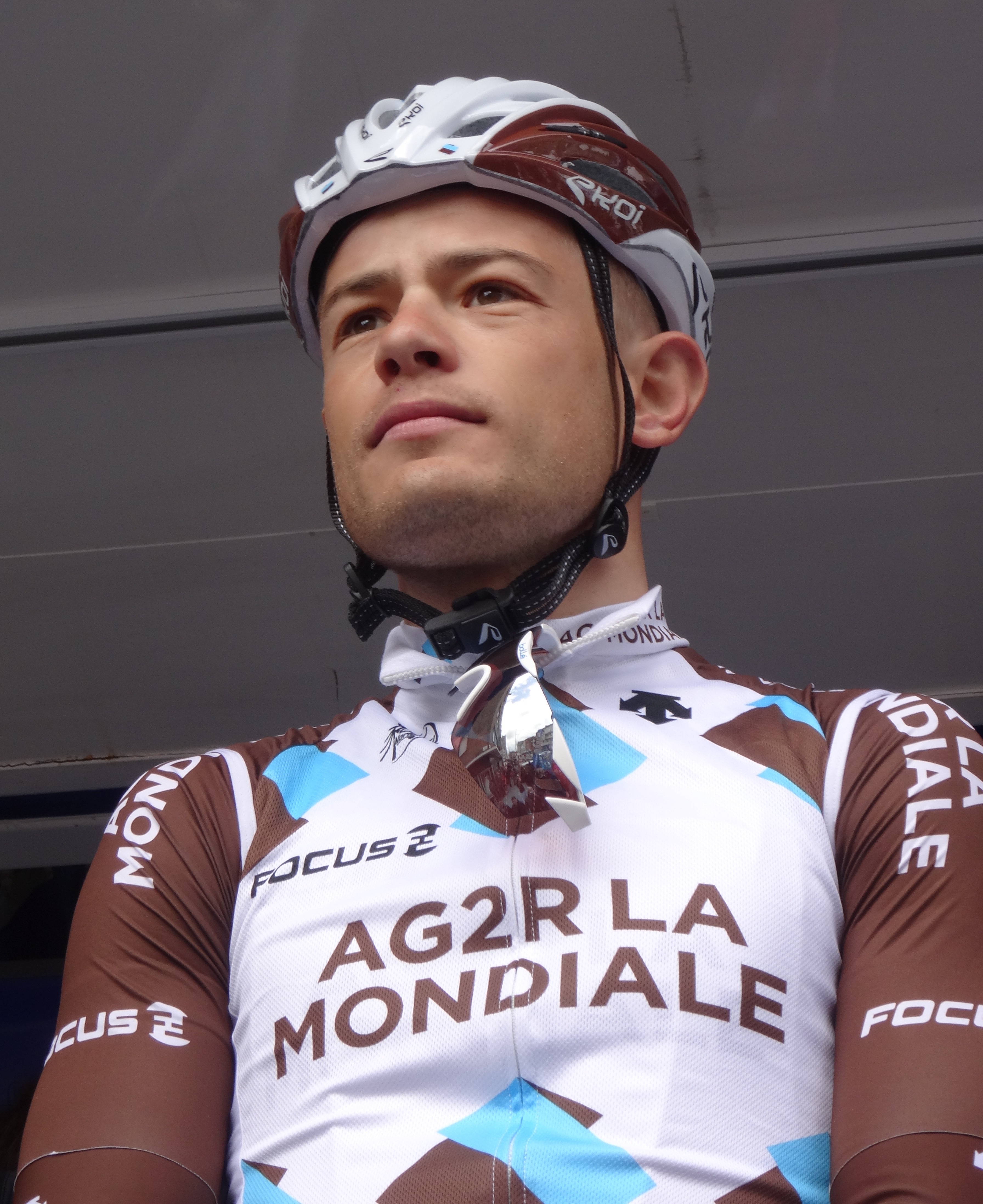
Steve Chainel (* 1983)

- Chainho, António (* 1938), portugiesischer Komponist und Meister der portugiesischen Gitarre

### Chaip
- Chaipat Cheumsrijun (* 1998), thailändischer Fußballspieler
- Chaipetch, Noengrothai (* 1982), thailändische Hochspringerin
- Chaipipat Maneekheaw, thailändischer Fußballspieler
- Chaiprasert, Narakorn (* 1991), thailändischer Sprinter

### Chair
- Chair, Abu'l (1412–1468), usbekischer Khan
- Chair, Ilias (* 1997), marokkanischer Fußballspieler
- Chairacha, König des Reiches Ayutthaya
- Chairat Kritnamphok, thailändischer Fußballspieler
- Chairat Madsiri (* 1982), thailändischer Fußballspieler
- Chairat Phounghom (* 1986), thailändischer Fußballspieler
- Chaireas, griechischer Geschichtsschreiber
- Chairemon von Alexandria, hellenistischer Philosoph
- Chairephon, antiker griechischer Philosoph
- Chaires, Arturo (1937–2020), mexikanischer Fußballspieler
- Chairestratos, antiker attischer Töpfer
- Chairetdinow, Damir Sinjurowitsch (* 1972), russischer Historiker
- Chairias-Maler, griechischer Vasenmaler des rotfigurigen Stils
- Chairon von Pellene, Tyrann von Pellene
- Chairowa, Xenija Leonidowna (* 1969), russische Schauspielerin
- Chairsell, Diedrich (1891–1965), deutscher Politiker (BDV, FDP), MdBB
- Chairullin, Ildar Amirowitsch (* 1990), russischer Schachspieler
- Chairullin, Marat (* 1984), kasachischer Fußballspieler
- Chairutdinowa, Jekaterina Wladimirowna (* 2004), russische Tennisspielerin

### Chais
- Chaisanit, Pansa, thailändische Fußballschiedsrichterin
- Chaisemartin, Suzanne (1921–2017), französische Organistin
- Chaissac, Gaston (1910–1964), französischer Maler, Zeichner und Schriftsteller

### Chait
- Chait, Galit (* 1975), israelische Eistänzerin
- Chaitanya (1486–1533), indischer Mystiker und EkstatikerChaitanya (1486–1533)

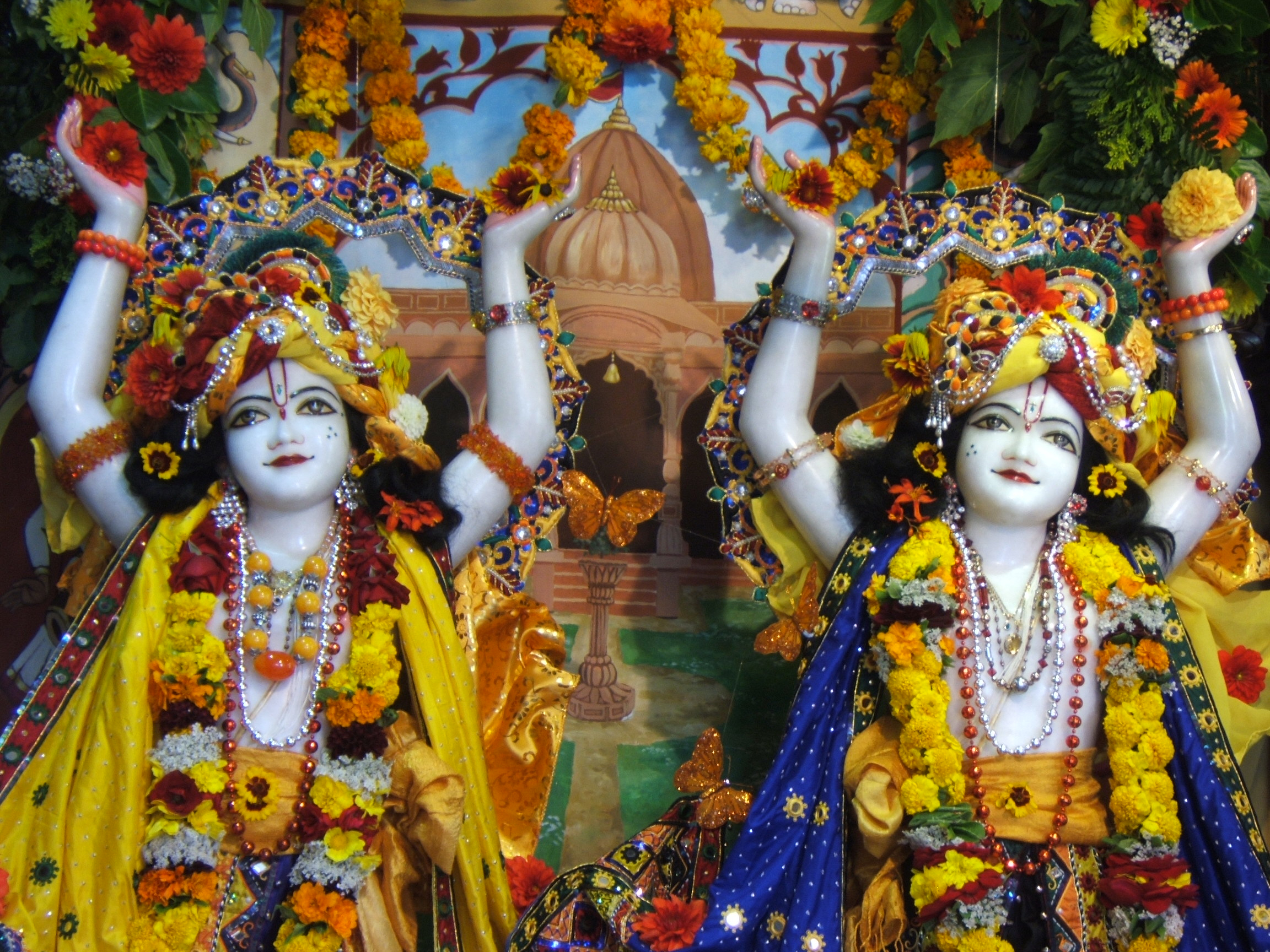
Chaitanya (1486–1533)

- Chaitidou, Vasiliki (* 2000), griechische Weitspringerin
- Chaitin, Gregory (* 1947), US-amerikanischer Mathematiker
- Chaitow, Nikolai (1919–2002), bulgarischer Schriftsteller
- Chaitud Uamtham, thailändischer Fußballtrainer

### Chaiw
- Chaiwa, Miguel (* 2004), sambischer Fußballspieler
- Chaiwan, Phittayaporn (* 2001), thailändische Badmintonspielerin
- Chaiwat Janekarnwanit (* 2003), thailändischer Fußballspieler
- Chaiwat Klinpeng, thailändischer Fußballspieler
- Chaiwat Nak-iem (* 1978), thailändischer Fußballspieler
- Chaiwut Wattana (* 1981), thailändischer Fußballspieler

### Chaix
- Chaix, Bernard (1920–2007), Schweizer Ingenieur und ETH-Professor
- Chaix, Dominique (1730–1799), französischer katholischer Priester und Botaniker
- Chaix, Henri (1925–1999), Schweizer Jazzpianist
- Chaix, Marie (* 1942), französisch-amerikanische Schriftstellerin

### Chaiy
- Chaiyapat Honbanleng (* 1991), thailändischer Fußballspieler
- Chaiyaphon Otton (* 2003), thailändischer Fußballspieler
- Chaiyapruek Chirachin (* 2000), thailändischer Fußballspieler
- Chaiyasan Homboon (* 1992), thailändischer Fußballspieler
- Chaiyasombat, Thanakhan (* 1999), thailändischer Radrennfahrer
- Chaiyawat Buran (* 1996), thailändischer Fußballspieler

### Chaiz
- Chaize, François (1882–1949), französischer römisch-katholischer Ordensgeistlicher und Apostolischer Vikar von Hanoi
- Chaize, Patrick (* 1963), französischer Politiker (Les Republicains) und Senator